# ورزشگاه شهر واغارشاپات
ورزشگاه شهر واغارشاپات (ارمنی: Վաղարշապատի Քաղաքային Մարզադաշտ) یک ورزشگاه فوتبال می‌باشد که در شهر واغارشاپات، ارمنستان واقع شده‌است. این ورزشگاه با ظرفیت ۳٬۰۰۰ تن در سال ۱۹۷۳ میلادی افتتاح شده‌است و تا سال ۲۰۰۵ و انحلال باشگاه فوتبال واغارشاپات ورزشگاه خانگی این باشگاه بود. با تصمیم دولت ارمنستان مالکیت این باشگاه به Mother See of Holy Etchmiadzin منتقل شده است. این ورزشگاه در حدود ۲۵۰ متری جنوب کلیسای جامع اچمیادزین واقع شده است.